# Dacia Unirea Brăila
Dacia Unirea Brăila ist ein rumänischer Fußballverein aus Brăila. Zwischen 1990 und 1994 gehörte er der höchsten rumänischen Spielklasse, der Divizia A, an, wo ihm in der Saison 1991/92 mit dem sechsten Platz die beste Platzierung seiner Vereinsgeschichte gelang. Der bis dato größte Erfolg ist das Erreichen des rumänischen Pokalfinals 1993, wo der Verein allerdings unterlag. Seit der Saison 2010/11 spielt Dacia Unirea Brăila in der zweithöchsten rumänischen Spielklasse, der Liga II.

## Geschichte
Dacia Unirea Brăila wurde im Jahr 1922 unter dem Namen Dacia Brăila – benannt nach der ehemaligen romänischen Provinz Dakien, die sich auf dem heutigen Gebiet Rumäniens befunden hatte – gegründet. Bereits kurz darauf fusionierte Dacia mit dem Lokalrivalen Unirea Brăila (Unirea ist das rumänische Wort für Union). Beide Vereine spielten aber bis 1928 unter ihren ursprünglichen Namen weiter, ehe sie unter dem Namen Dacia Unirea Brăila eine gemeinsame Mannschaft bildeten.
Nachdem die Mannschaft in den Jahren zuvor lediglich an den regionalen Meisterschaften teilgenommen hatte, konnte sie sich im Jahr 1930 erstmals als Sieger der Region Galați für die Endrunde qualifizieren, wo Dacia Unirea allerdings dem späteren Meister Juventus Bukarest mit 0:16 Toren unterlag.
Als im Jahr 1934 die zweithöchste rumänische Fußballliga, die Divizia B, gegründet wurde, gehörte Dacia Unirea zu ihren Gründungsmitgliedern. Bereits in der ersten Saison gewann der Verein seine Staffel, scheiterte aber an den Aufstiegsspielen zur Divizia A. Nach der Umbenennung des Vereins in D.U.I.G. Brăila (Dacia Unirea Ignatz Goldenberg, bekannt nach einem ehemaligen Spieler des Vereins) wurde dies 1937 nachgeholt, als das Oberhaus für ein Jahr auf 20 Teams aufgestockt wurde. Nach einem 9. Platz in seiner Staffel (die Divizia A setzte sich in der Saison 1937/38 aus zwei Gruppen zusammen) stieg der Verein aber gleich wieder ab und benannte sich erneut in Dacia Unirea Brăila um. Im Jahr 1940 gelang unter dem Namen FC Brăila die Rückkehr in die höchste Spielklasse, ehe nach der Saison 1940/41 der Zweite Weltkrieg den Spielbetrieb zum Erliegen brachte.
Nach dem Zweiten Weltkrieg nahm der Verein den Spielbetrieb unter seinem alten Namen Dacia Unirea Brăila wieder auf, spielte in der Saison 1946/47 aber lediglich in der dritthöchsten Spielklasse, der Divizia C. Nach der Umbenennung in Progresul Brăila verschwand der Verein aus den überregionalen Ligen, da die Divizia C in diesem Zeitraum nur sporadisch ausgetragen wurde.
Erst im Jahr 1953 kehrte der Verein in die Divizia B unter dem neuen Namen Metalul Brăila zurück, stieg aber am Ende der Saison 1954 wieder aus der Divizia B ab. Nach mehreren erneuten Umbenennungen in Energia Brăila (1956), Dinamo Brăila (1957) und Industria Sârmei Brăila (1958) spielte der Verein ab 1960 unter dem Namen CSM Brăila (Arbeitersportklub) wieder in der Divizia B. Dieser gehörte der Verein mit zwei einjährigen Unterbrechungen in den Spielzeiten 1963/64 und 1967/68 ununterbrochen bis zum Jahr 1990 an. In dieser Zeit wurde mehrfach der Vereinsname gewechselt, so dass der Verein nach Progresul Brăila (1962, Fortschritt), Laminorul Brăila (1963, Walzwerk), Constructorul Brăila (1965, Hersteller), wiederum Progresul Brăila (1967) und FC Brăila (1975) ab 1980 unter dem Namen FCM Progresul Brăila (Arbeiter-Fußballclub Fortschritt Brăila) antrat.
Im Jahr 1990 gelang Progresul die Rückkehr in die Divizia A, woran sich zu Beginn der 1990er-Jahre die erfolgreichste Zeit des Vereins anschloss. Nach dem Klassenerhalt in der Saison 1990/91 unter der Änderung des Vereinsnamens zurück in Dacia Unirea Brăila schaffte die Mannschaft in der Saison 1991/92 mit dem sechsten Platz ihr bestes Ergebnis überhaupt. In der darauffolgenden Saison erreichte Dacia Unirea das Finale der Cupa României, unterlag dort aber Universitatea Craiova. Am Ende der Saison 1993/94 musste der Verein allerdings wieder aus der Divizia A absteigen.
Nachdem Dacia Unirea in den Jahren 1995 und 1996 als Zweitplatzierter jeweils knapp am Wiederaufstieg gescheitert war, musste der Verein im Jahr 1999 erstmals nach fast 40 Jahren wieder den Gang in die Divizia C antreten. Dort gelang nach zwei Jahren die Rückkehr, ehe der Verein im Jahr 2007 – nach einer Umbenennung im Jahr 2006 unter seinem neuen Namen CF Brăila – wieder in die Divizia C abstieg. Im Jahr 2010 gelang erneut der Aufstieg, so dass der Verein zur Saison 2010/11 wieder in der zweithöchsten Spielklasse, der Liga II, antrat. Am Ende der Saison konnte der sportliche Abstieg in die Liga III nicht verhindert werden und der zum 30. Juni 2011 abgelaufene Vertrag mit Trainer Daniel Timofte wurde nicht verlängert. Am 8. Juli 2011 wurde CF Brăila als Nachrücker für Unirea Urziceni in der Liga II bekannt gegeben und stellte Mitte Juli 2011 mit Șerban Trofin einen neuen Präsidenten und mit Viorel Ion einen neuen Trainer vor. Seit 2015 trägt der Verein wieder seinen alten Namen Dacia Unirea Brăila.

## Erfolge
- Aufstieg in die Divizia A: 1938, 1940, 1990
- Finalist im rumänischen Pokal: 1993

## Spieler
- Bănel Nicoliță (2001–2004)

## Ehemalige Trainer
- Ion Balaur (2003 bis)
- Mihai Ciobanu (2008 bis 2009)
- Daniel Timofte (2010, November 2010 bis 2011)
- Liviu Ciobotariu (Oktober 2010)
- Viorel Ion (2011 bis 2012)
- Alin Panzaru (seit 2012)